# 尾 (彗星)

彗星を構成する要素。Dust Trailがダストトレイル、Gas tailがイオンの尾で太陽風の影響を受けるため太陽と反対方向に伸び、Dust tailがダストの尾で幅広く広がる。

彗星の尾（お、英語: Comet tail）は彗星が太陽に接近すると太陽の反対方向に伸びる明るい部分である。彗星が太陽に近づくと日射により彗星内の物質が蒸発・気化し、彗星の核から放出されて周りにコマを形成し、尾はコマから伸びるようにしてできる。尾は2つに分かれているように見えるがそれぞれ異なる現象で、ガスがイオン化(電離)して輝くイオンの尾（タイプIの尾）とダストが日光を反射して輝くダストの尾（タイプIIの尾）がある。太陽系内にあるほとんどの彗星は肉眼では見えないほど小さくて薄暗いが、ハレー彗星のように肉眼でよく見られるものもある。

## 尾の形成

尾の向きも併記した彗星の軌道。ダストの尾とイオンの尾はそれぞれ別の方向に伸びることが分かる。

彗星は太陽に接近するにつれて彗星内の物質が蒸発・気化していく。そのとき、ダストやガスは核から放出されて彗星の核を取り囲むコマと呼ばれる構造となる。コマが太陽から放射圧(光圧ともいう)を受けたり太陽風により流されたりすることで彗星は尾を太陽の方向とは逆向きに形成する。

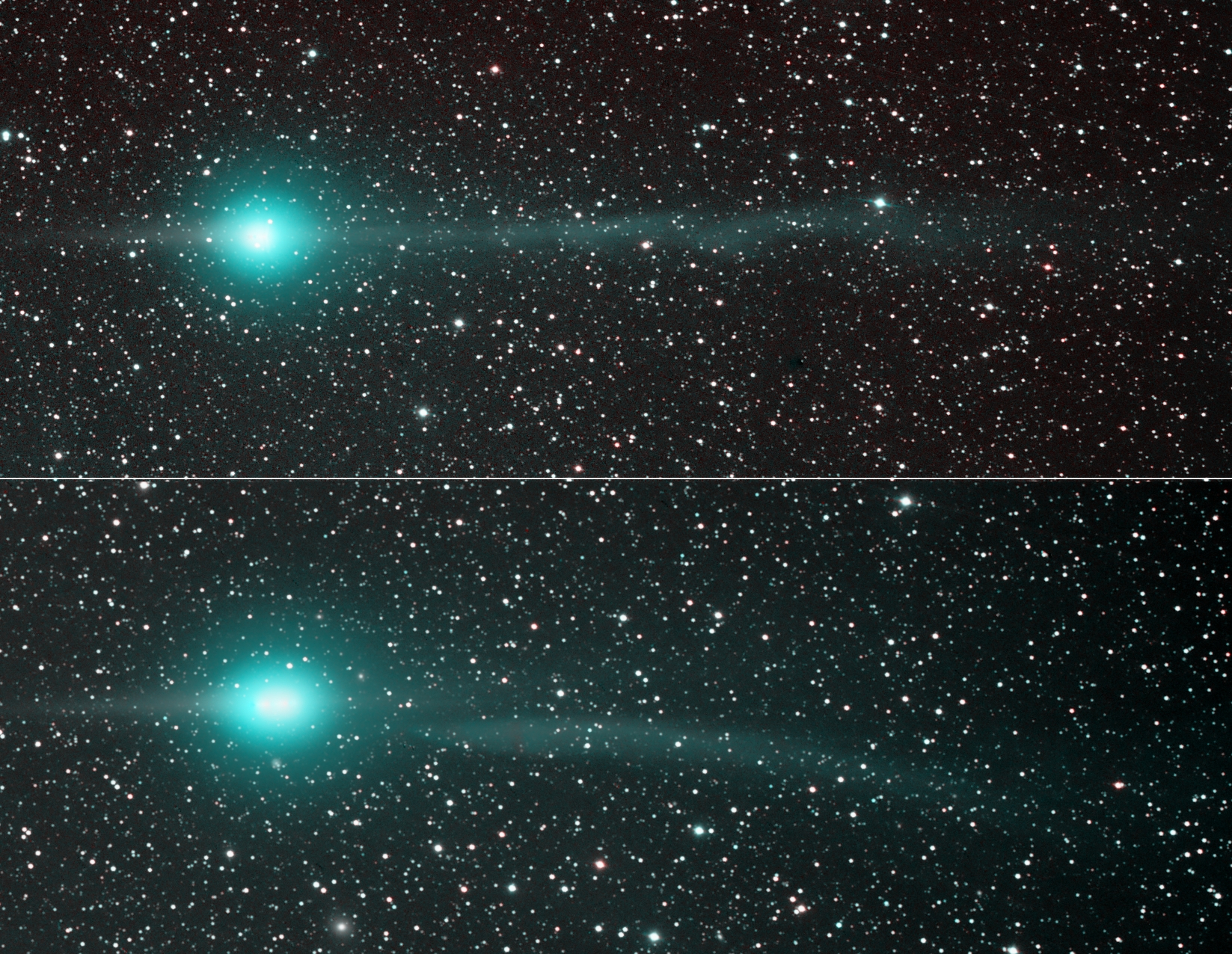
2009年1月31日(上)と2月4日(下)にJoseph Brimacombeにより撮影された鹿林彗星。左に伸びているのがダストの尾、右に伸びているのがイオンの尾で、アンチテイルがはっきりと分かる。

ダストの尾とイオンの尾はそれぞれ別々の方向を向いている。ダストの尾は主に太陽の方向と逆側に弧を描くようにして広がる。一方でイオンの尾は太陽風により吹き出されたプラズマの影響を強く受け、太陽とは反対側を必ず向き、ほとんど直線である。ダストの尾は見かけ上太陽に向かっているようなアンチテイルを形成することもあるため、見る角度によっては2つの尾が真反対を向いていることですらある。

## 大きさ
彗星の中で尾が最も長いのは観測された中では百武彗星 (C/1996 B2)の5億7000万kmが最長である。これはギネス世界記録に認定され、「Longest measured comet tail」として掲載されている。他にも有名な彗星の尾の大きさとしてはハレー彗星が最低2200万km、ヘール・ボップ彗星が8000万~9000万km、マックノート彗星が2億2400万kmと分かっている。kmを地球と太陽の平均距離である天文単位に換算すると2200万km=0.15au、9000万km=0.6au、2億2400万km=1.5au、5億7000万km=3.8auとなり非常に長いことが分かる。

## 尾の太陽風への干渉
2007年2月3日には探査機ユリシーズが偶然マックノート彗星に1.7 au程度まで接近したことがあった。このことは同年10月にアストロフィジカルジャーナルにて公表された。研究の結果、太陽風の速度が通常時では700km/sと観測されていたのに対し、彗星の尾の中から観測すると400km/s以下となっていることが分かった。これは彗星の核から放出されたイオン化したガスと太陽風の中の高速の粒子により衝撃波が発生したためと考えられている。ユリシーズはマックノート彗星付近を探査する前は百武彗星も探査していたのだが、ユリシーズがそれぞれの彗星付近で太陽風の粒子が遅くなっていた期間を調査した結果、百武彗星は2.5日であったのに対しマックノート彗星は18日と長く、広範囲にわたって太陽風に影響を及ぼしていることが分かった。

## 第3の尾

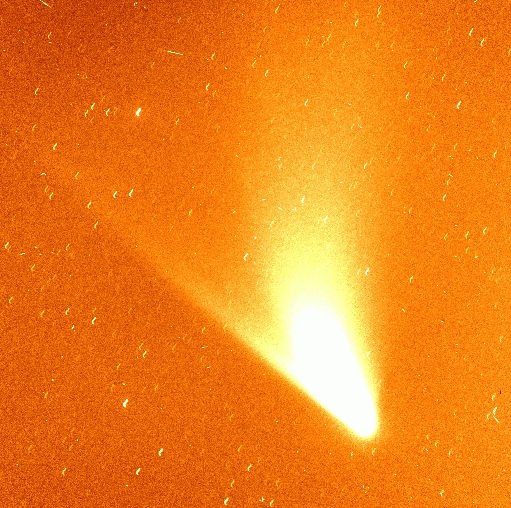
ヘール・ボップ彗星のナトリウムを含んだ尾。細長い方と拡散している方があるが、拡散している方はダストの尾と混合しており、拡散しているナトリウムの尾だけを見るにはそれを差し引く処理が必要となる。

ヘール・ボップ彗星では彗星の第3の尾であるナトリウムの尾が発見された。ナトリウムを放出していること自体は他の彗星でも観測されていたが尾で見られたのはこれが初めてである。ナトリウムの尾はイオンではなく中性原子から成り数千万kmにまで伸びる。
ナトリウムの尾はGabriele Cremoneseらによって発見された当初は図の左上へと伸びているものだけしかないと考えられていた。しかし、J. K. Wilsonらによる研究では右側に拡散しているダストの尾に重なる形で新たなナトリウムの尾、つまりはヘール・ボップ彗星の第4の尾が存在することが発見された。これらを区別するために最初に発見された細く伸びた方のナトリウムの尾は英語でnarrow sodium tailと呼ばれ、後に発見された広く拡散している方のナトリウムの尾は英語でdiffuse sodium tailと呼ばれる(日本語の定訳なし)。
narrow sodium tailは中性ナトリウム原子に放射圧が加えられることによって起こるのに対し、diffuse sodium tailはダストと共にナトリウム原子が放出されることにより起こる。この2つの尾に関しては起源が違う可能性もある。

## 尾の分裂
彗星の尾のうちイオンの尾では分裂する現象が起こることがあり、これはdisconnection eventと呼ばれる。このdisconnection eventは2007年4月20日にエンケ彗星で起こった。原因は同日に太陽で起こっていたコロナ質量放出で、彗星の周りに生じていた磁場と真反対の方向からコロナ質量放出による磁場が衝突し、磁気リコネクションが起こり、莫大なエネルギーを生じてイオンの尾をはぎ取ったと考えられている。エンケ彗星のdisconnection eventの映像は探査機STEREOにより撮影された。また、disconnection eventはマックノート彗星 (C/2009 R1)でも2010年5月26日に起こり観測された。

## 似た現象

### 金星の電離圏
2013年1月29日、欧州宇宙機関(ESA)は金星の電離圏が彗星の尾のように太陽とは反対方向に膨らんでいることを公表した。これは地球が地磁気を持っているのとは異なり、金星自身は磁場を持っていないために起こる。

### 月のナトリウム尾
月にも彗星のようなナトリウムの尾が存在する。月のナトリウムの尾はスパッタリングや天体衝突などによってナトリウムが外気圏に散逸し、太陽の放射圧を受けて彗星のように太陽と反対方向に尾を形成する。

## ギャラリー
- 1882年の大彗星。
- 太陽から20億km(約13.3au)離れた位置にあるときに撮影されたヘール・ボップ彗星。太陽から遠い位置にあるにも関わらずコマや僅かに曲がった尾が見える[27]。
- 1973年のコホーテク彗星
- パラナル天文台が撮影したマックノート彗星[28]。
- 1976年のウェスト彗星[29]。
- NASAの宇宙飛行士ダニエル・バーバンク（英語版）により2011年12月22日にISSで撮影されたラブジョイ彗星
- 2007年のアウトバーストにより増光し、青いイオンの尾を示したホームズ彗星。
- 彗星の尾のアニメーション。